# Simpsonichthys radiosus
Simpsonichthys radiosus är en fiskart som beskrevs av Costa och Brasil 2004. Simpsonichthys radiosus ingår i släktet Simpsonichthys och familjen Rivulidae. Inga underarter finns listade i Catalogue of Life.